# Denison (Iowa)
Denison – miasto w Stanach Zjednoczonych, w stanie Iowa, siedziba hrabstwie Crawford. W 2000 liczyło 7 339 mieszkańców.